# Henning Arnisaeus
Henning Arnisaeus, né à Schlanstedt (évêché de Halberstadt) vers 1570 et mort en novembre 1636 à Copenhague, est un médecin et théologien allemand.

## Biographie
Henning Arnisaeus étudie dès 1589 à Helmstedt la philosophie (sous le théologien Cornelius Martini) et la médecine, puis passe à l'université brandebourgeoise de Francfort. En 1604, il enseigne au Collegium politicum de Helmstedt, puis après des voyages en France et en Angleterre, il devient professeur de morale à Francfort-sur-l'Oder, puis de médecine à Helmstedt. En 1620, il part au Danemark comme médecin personnel du roi Christian IV. 
Son De constitutione et partibus Metaphysicae (Francfort, 1606) ainsi que d'un Epitome metaphysicae (1606) est une œuvre quasi-programmatique de la nouvelle métaphysique luthérienne. Arnisaeus connait très bien la tradition italienne (Zabarella, Scaliger, Pic de la Mirandole, Zimara, Antonio Bernardi Mirandulano) ainsi que les jésuites espagnols. L'influence scotiste (Antonius Andreas) est sensible dans l'Epitome. Arnisaeus approfondit aussi la distinction entre métaphysique générale et métaphysique spéciale, la première s'orientant immédiatement vers sa généralité ontologique. Il exclut Dieu et les immatériaux : typique de la "sécularisation de la métaphysique" qui eut lieu à l'université d'Helmstedt.